# Калимармаро
Калима́рмаро (греч. Καλλιμάρμαρο) — район в центральной части Афин, образованный вокруг мраморного стадиона «Панатинаикос» и холма Ардитос. Граничит с районами Панграти и Мец.

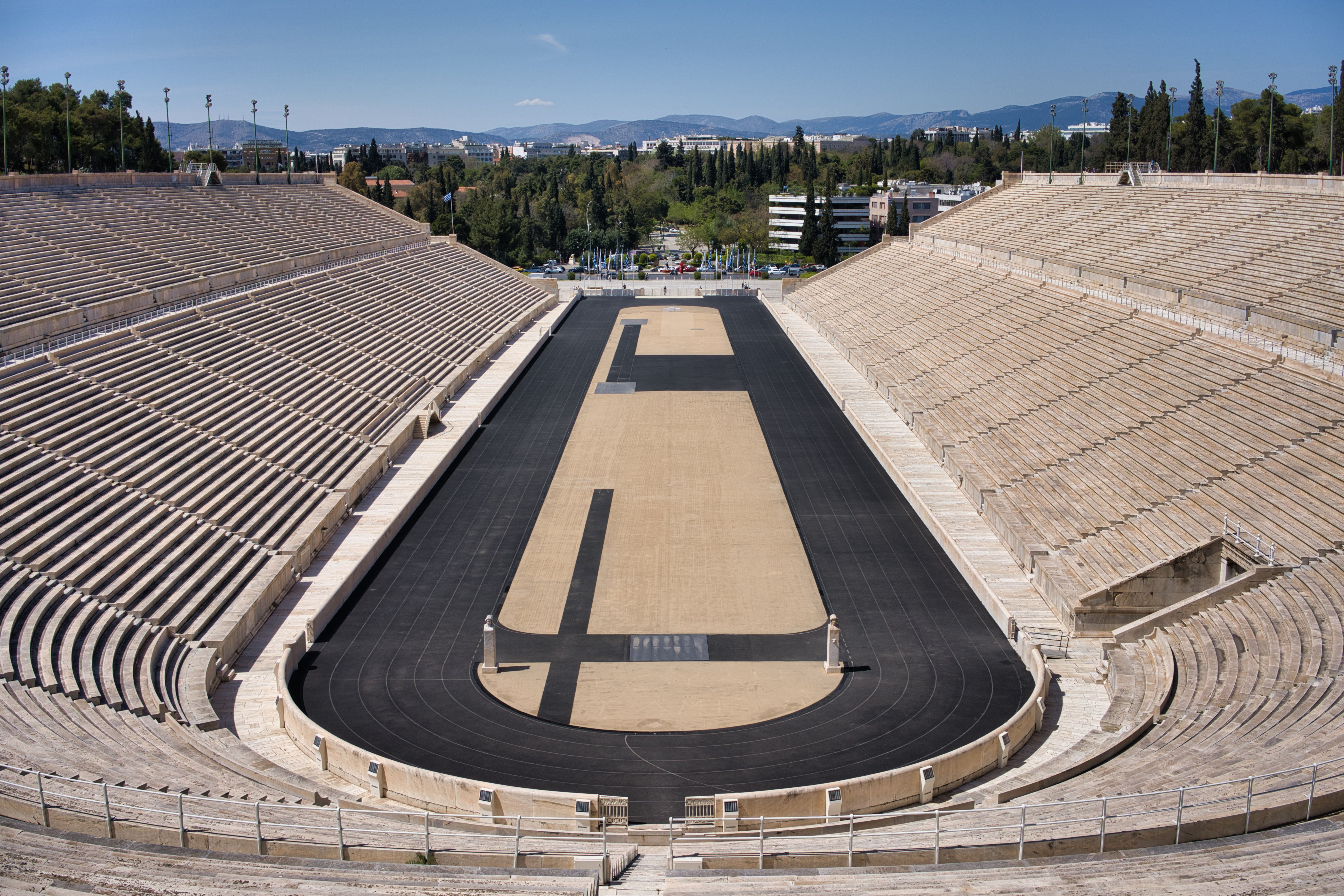
Стадион «Панатинаикос»

Среди наиболее известных достопримечательностей, кроме стадиона, есть Выставочный зал «Заппион», граничащий с Национальным садом. Название район получил от стадиона, название которого в свою очередь происходит от καλλιμάρμαρος «сделанный из прекрасного мрамора».